# Creu de terme d'Orfes
La Creu de terme d'Orfes és una obra barroca de Vilademuls (Pla de l'Estany), adossada a una de les parets de l'era de can Gay, al poble d'Orfes. Està inclosa a l'Inventari del Patrimoni Arquitectònic de Catalunya.

## Descripció

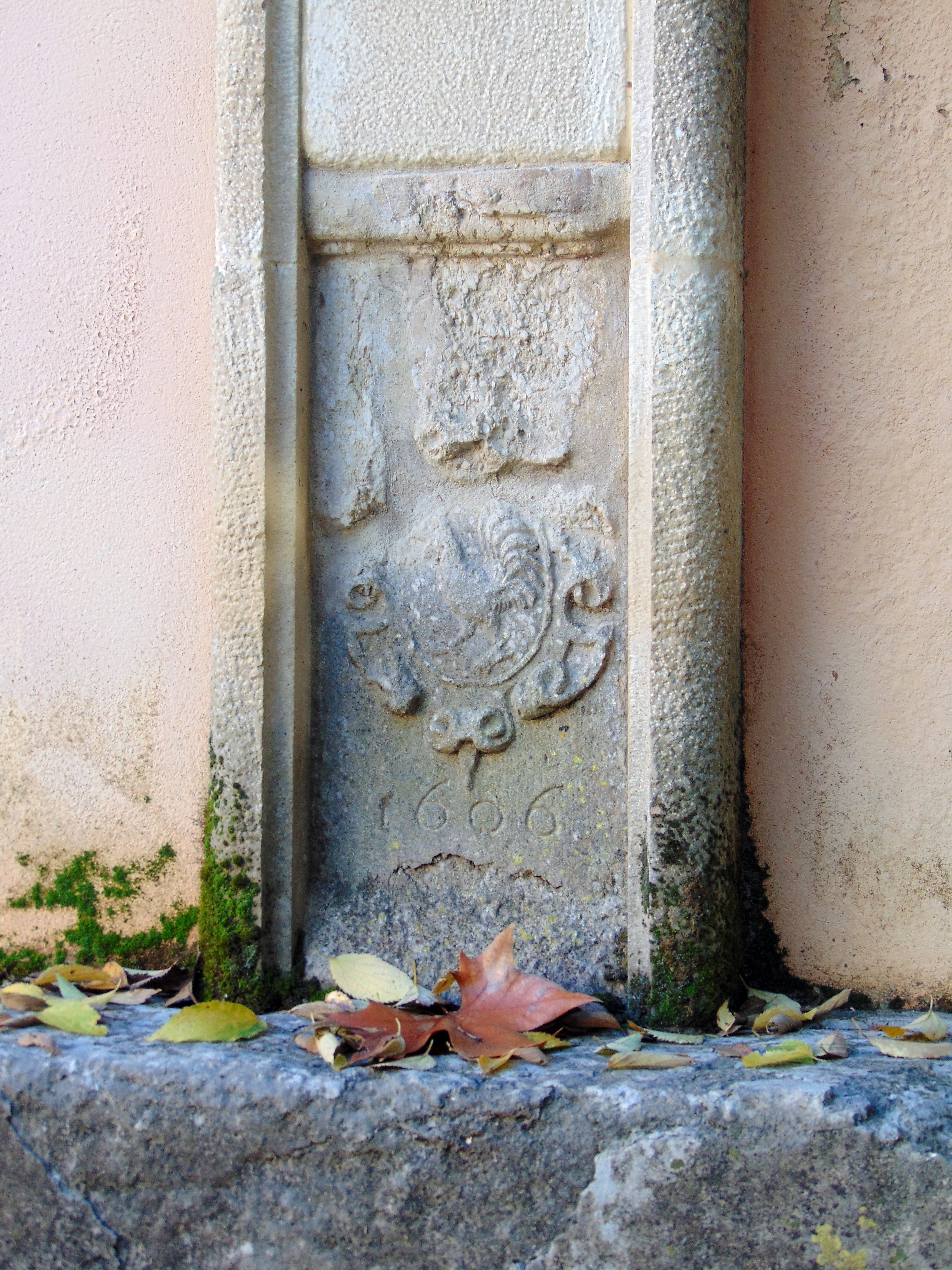
Basament del creuer amb la data 1606

Columna de secció circular sobre la qual es troba una creu metàl·lica, col·locada sobre un pedestal esgraonat. El basament de la columna és d'estil corinti i hi ha gravada la data de 1606. Està sobre una tarima de pedra elevada. Sobre la data hi ha l'escut de la família Gay -un gall-. Sobre el fust hi ha la creu, de braços floronats i envoltats per quatre puntes tambe floronades en forma d'estrella. A l'anvers i de cara al camí exterior hi ha la crucifixió; al revers i de cara a la casa hi ha la mare de Déu amb el Nen. Les figures estan força treballades i tenen un caràcter naturalista.
La meitat inferior de la columna es troba encastada en un edifici. Mesures: 3,87 m d'alçada fins a sota de la creu. El basament fa 2,05 m d'amplada x 73 cm a la part encastada al mur.
Realitzat en pedra monolítica de Girona.

## Història
La creu de terme va ser destruïda l'any 1936. Es conserven alguns fragments al museu diocesà de Girona. Acusa una estructura gòtica tardana, pel que es pot suposar del segle xvi quant a concepció. Estava sobre un capitell corinti, buidat a la part superior, que probablement havia estat una capsa de lipsanoteca d'un antic altar. L'any 2000 aquesta Creu de terme va ser restaurada substituint la columna de secció circular i la creu metàl·lica per l'original restaurada de pedra.